# Agència de Notícies Atenesa-Macedònia
L'Agència de Notícies Atenesa-Macedònia (ANAM) (en grec: Αθηναϊκό-Μακεδονικό Πρακτορείο Ειδήσεων, AΜΠΕ) és un servei de notícies amb seu a Grècia. És una societat anònima de propietat pública. Va ser fundada el 9 de desembre de 2008 com a Agència de Notícies Atenesa - Agència de Premsa Macedònia (ANA-APM), en virtut d'un decret presidencial que va fusionar l'Agència de Notícies Atenesa (ANA) i l'Agència de Premsa Macedònia (MPA).
L'empresa compta amb un Consell d'administració format per nou membres, dels quals la majoria (cinc membres) són representants del Sindicat de Periodistes dels Periòdics Diaris d'Atenes (ESIEA), el Sindicat de Periodistes de Macedònia-Tràcia (ESIEMTH), la Unió Atenesa de Propietaris de Periòdics Diaris, la Universitat d'Atenes (i en rotació cada tres anys, la Universitat Aristotèlica de Tessalònica i la Universitat Panteion), així com un representant de la força de treball, que és triat per tots els membres del personal de l'empresa.